# تشيبي (رسوم متحركة)

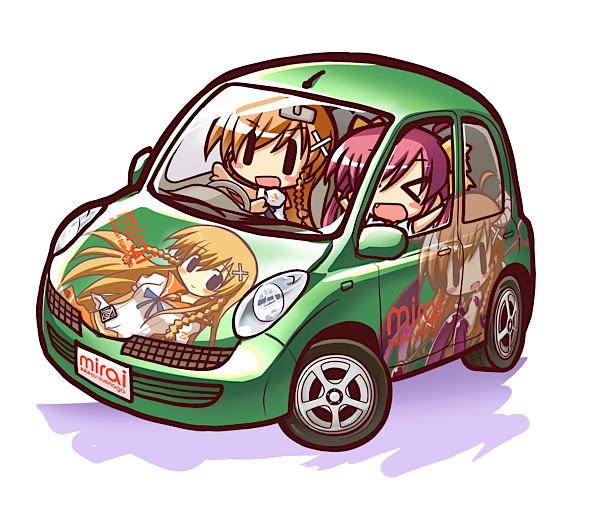
شخصيات أنمي بنمط تشيبي.

تشيبي (باليابانية: ちび أو チビ، بالروماجي: Chibi) هي كلمة عامية يابانية تصف شيئًا قصيرًا (مثل كائن غير حي، إنسان أو حيوان آخر)، قد يُستخدم المصطلح على نطاق واسع لوصف نمطٍ معين من الرسوم الكاريكاتورية حيث يتم رسم الشخصيات بطريقة مبالغ فيها: صغيرة وسمينة، بأطراف قصيرة ورؤوس كبيرة الحجم.
يكثر استعمال المصطلح في الأنمي والمانغا للإشارة إلى الشخصيات بالتعابير الساخرة أو اللطيفة.